# Pacyfizm

Pacyfa – symbol pacyfizmu

Pacyfizm (łac. pac- od pax dpn. pacis „pokój” oraz -ficus od facere „czynić”) – ruch społeczno-polityczny dążący do pokoju, potępiający wojny, a także przygotowania do nich. Pacyfiści domagają się ustanowienia trwałego pokoju między narodami oraz chcą, aby wszelkie konflikty rozwiązywane były zgodnie z literą prawa międzynarodowego bez uciekania się do użycia sił zbrojnych. Pacyfizm można podzielić na różne nurty: część z nich wyraża aprobatę wobec niektórych wojen (np. wojny obronnej), inne natomiast charakteryzują się jednolitym stosunkiem do każdej wojny, niezależnie od jej przyczyny.
W okresie PRL ruch hippisowski przyczynił się do popularyzacji idei pacyfistycznej na terytorium Polski. Hippisi propagowali palenie książeczek wojskowych, odmawiali stawienia się w jednostkach wojskowych i uprawiali inne formy biernego oporu. Nieodłącznym symbolem pacyfistów tych czasów stała się pacyfa.
Pacyfizm jest związany z szerokim spektrum poglądów politycznych, występując w licznych odmianach w różnych krajach.